# Gare de Saint-Omer
Gare de Saint-Omer – stacja kolejowa w Saint-Omer, w departamencie Pas-de-Calais, w regionie Hauts-de-France, we Francji.
Została otwarta w 1848 przez Compagnie des chemins de fer du Nord. Jest stacją Société nationale des chemins de fer français (SNCF), obsługiwaną przez pociągi TGV i TER Nord-Pas-de-Calais.